# Gheorghe Postolache
Gheorghe Postolache (n. 2 mai 1943, Cobâlca, județul Orhei, Basarabia)  botanist,  doctor habilitat, profesor, cercetător științific din Republica Moldova. Este apreciat pentru  realizări în domeniul geobotanicii, florei, silviculturii și conservării biodiversității.

## Studii
A studiat la Facultatea de biologie și geografie (specialitatea biologie și chimie) a Institutului pedagogic de stat din Tiraspol, absolvind în anul 1964.

## Activitate științifică
În anul 1964, Postolache a desfășurat activitatea pedagogică în calitate de profesor de biologie la școala medie din satul Cuizăuca, raionul Rezina.
În 1967 s-a înscris în doctorantură la Grădina Botanică (Institut) a Academiei de Științe a Moldovei, iar în 1971 a susținut cu succes teza de doctor în științe biologice. În 1997 a obținut titlul de doctor habilitat, iar în 2009 a devenit profesor cercetător.
În perioada 1969-1979 a activat ca cercetător științific, în perioada 1979-1981 a activat ca director adjunct pe probleme de știință, iar din 1982 este șeful laboratorului de Geobotanică și silvicultură din cadrul Grădinii Botanice (Institut).
Gheorghe Postolache a fost conducător la 33 proiecte științifice, dintre care 8 proiecte instituționale, 18 proiecte de grant și 7 proiecte editoriale. În baza cercetărilor științifice a evidențiat legități de formare și răspândire a comunităților vegetale, a elaborat concepte privind carcasa forestieră, arbori seculari, litiera component al biogeocenozei, arboret ș.a. Este autorul mai multor definiții (microexpoziție, carcasa forestieră, litieră, arbori seculari ș.a.), clasificări (vegetația de stepă, vegetația de luncă din Republica Moldova, tipurile de litieră), metode de cercetare (metoda de amplasare a rețelei de suprafețe permanente în rezervații, metoda de cercetare a diversității florei, vegetației și arboretelor din ariile naturale protejate). Este autorul unor hărți (Harta Vegetației Republicii Moldova, Harta Regionarea Geobotanică a Republicii Moldova, Harta speciilor de plante rare din Republica Moldova, Harta răspândirii gorunului (Quercus petraea) în Republica Moldova ș.a.). A elaborat recomandări de instituire a noi arii naturale protejate, de ameliorare a stării arborilor seculari, de conservare a resurselor genetice forestiere de gorun și stejar pedunculat (dintre care 22 au fost incluse în rețeaua europeană a resurselor genetice forestiere). A pregătit 7 doctori în științe biologice și un doctor habilitat în același domeniu.
Este autor a peste 430 de lucrări științifice, inclusiv 24 monografii. Este recunoscut pentru lucrările fundamentale în domeniul conservării in situ și ex situ a diversității plantelor. Pentru conservarea in situ a elaborat o bază de date despre  ariile naturale protejate din Republica Moldova. A fost coordonator și autor al monografiei Ariile Naturale Protejate din Moldova în patru volume editată în anii 2015-2018. A elaborat monografiile: „Rezervația Pădurea Domnească” (2017). A participat la elaborarea monografiilor Natura Rezervației „Plaiul Fagului” (2005), Rezervația „Prutul de Jos”(2012).  A contribuit la conservarea ex situ a diversității plantelor prin crearea Expoziției Vegetația Moldovei pe o suprafața de 14 ha, care include 12 microexpoziții forestiere, o microexpoziție cu vegetație de stepă, două microexpoziții cu vegetație de luncă și o microexpoziție cu vegetație acvatică și palustră, care sunt descrise în monografia Expoziția Vegetația Moldovei din Grădina Botanică a AȘM (2010). În anul 1995 a elaborat monografia „Vegetația Republicii Moldova”, care prezintă o sistematizare a tuturor  cercetărilor efectuate și o descriere a tuturor tipurilor de vegetație din acest spațiu.Gheorghe Postolache a participat la editarea câtorva monografii peste hotare:
- Genetic resources of Fagus Spp. in Southeastern Europe / J. Turok, A. Alexandrov, Gh. Postolache [et al.]; European Forest Genetic Resources Programme. – Sofia: Rome A.O.: IPGRI, 2000.
- Genetic resources of beech in Europe – current state / Haska Hajri..., Gh. Postolache; eds.: Josef Frydl, Petr Novotny, John Fennesx and Georg von Wuhlisch; Johann – Heinrich von Thunen – Institut / COST Action E 52 Proiect „Evaluation of beech genetic resources for sustainable forestry” (2006 – 2010). – Pragha, 2011. – Uss. 350. – 275 p. – ISBN 978-386-576-076-0.

În anii 1995-2005, el a fost coordonator național în Programul European EUFORGEN. În 1998-2001, a participat în proiectul internațional Cercetarea resurselor genetice forestiere în pădurile de foioase din Sud-Estul Europei, care s-a realizat în parteneriat cu cercetători din Bulgaria, Italia, Luxemburg, România și Republica Moldova, în cadrul Programului European EUFORGEN. În 2009-2012, a fost coordonator al proiectului Fortificarea capacităților instituționale și a reprezentativității sistemului de arii naturale protejate din Moldova, susținut financiar de PNUD Moldova.
Gheorghe Postolache a avut și o carieră pedagogică, fiind profesor la Universitatea Agrară și Universitatea de Stat (prin cumul).

## Premii și recunoaștere
Gheorghe Postolache este laureat al „Premiului tinerilor savanți în domeniul științei și tehnicii”. Pentru contribuția sa științifică, a fost decorat cu titlul onorific „Om Emerit” (2010) de către Președintele RM și Medalia „Dimitrie Cantemir” (2013) de către Președintele AȘM. I s-a conferit Premiul  Academiei de Științe a Moldovei în domeniul biologie și ecologie „Alexandru Ciubotaru”(2018) de către Președintele AȘM. 